# Dysoxylum sessile
Dysoxylum sessile là một loài thực vật có hoa trong họ Meliaceae. Loài này được Miq. mô tả khoa học đầu tiên năm 1868.